# 1.000 Km T.T. Isern
Els 1.000 km T.T. Isern, o 1.000 km Isern, foren una cursa de Resistència Tot Terreny que es disputà anualment al circuit El Toll de Moià entre 1977 i una data no determinada (la darrera edició que se n'ha pogut documentar és la de 1979, però podria haver-n'hi hagut d'altres).
Organitzada pel Moto Club Mollet i l'Escuderia Isern (entitats dirigides pel promotor molletà Josep Isern), la prova se celebrava sempre a l'estiu i era oberta a equips de tres o quatre pilots, els quals s'havien d'alternar en la conducció de la motocicleta. El guanyador era el primer equip que arribés a completar 1.000 quilòmetres al circuit (que tenia una longitud de 2.300 m), o bé el que més en fes en 24 hores.

## Història
Josep Isern, per mitjà de les entitats esportives que dirigia, gestionava des del 1974 el circuit de Gallecs a Mollet del Vallès. Com que aquest circuit era dins un espai natural que, previsiblement, en acabar-se el franquisme seria regulat i s'hi impediria la pràctica del motocròs, Isern cercà alternatives i el novembre de 1975, adquirí una finca de 48 ha prop de les coves del Toll de Moià, a tocar de Collsuspina, amb la idea de crear-hi un nou circuit i una àmplia zona al voltant per a la pràctica del motociclisme de muntanya.
El nou circuit, anomenat El Toll, inicià la seva activitat esportiva el juliol de 1977 amb la celebració dels 1.000 km T.T. Isern. La prova es tornà a convocar el 1978 i el 1979. Aquella tercera edició, els 1.000 km tingueren caràcter internacional en formar part de la nova Challenge europea de Resistència Tot Terreny, al costat del Bol d'Herbe francès. La idea d'aquest campionat sorgí arran de la participació de l'Escuderia Isern al Bol d'Herbe d'aquell any, celebrat a Volnay el cap de setmana del 6 al 8 de juliol. Allà, l'organitzador francès Marcel Seurat i Josep Isern varen decidir de crear aquesta Challenge, la qual havia de comptar inicialment amb dues proves aquell mateix any: el Bol d'Herbe al juliol i els 1.000 km T.T. Isern a finals d'agost. Com a premis per als guanyadors, Isern oferia una Montesa Enduro H6 360 i Seurat, una Husqvarna 360. A l'hora de la veritat, però, la idea no va funcionar perquè a la segona prova, al Toll, hi assistiren molt pocs equips a causa d'una deficient campanya publicitària prèvia.

## Palmarès
| Edició | Any  | Data            | Equips   | Equips | Equip guanyador | Equip guanyador | Equip guanyador | Equip guanyador | Equip guanyador | Kms   | Ref.  |
| Edició | Any  | Data            | Inscrits | Acaben | Pilot 1         | Pilot 2         | Pilot 3         | Pilot 4         | Motocicleta     | Kms   | Ref.  |
| ------ | ---- | --------------- | -------- | ------ | --------------- | --------------- | --------------- | --------------- | --------------- | ----- | ----- |
| I      | 1977 | 30-31 de juliol | 17       | 7      | Ramon Burés     | Joan Mitjans    | Carles Mas      | -               | Montesa         | ±626  | [ 7 ] |
| II     | 1978 | 29-30 de juliol | 15       | 12     | Domingo Illa    | Carles Mas      | Ramon Burés     | Ton Marsinyach  | Montesa         | 975   | [ 3 ] |
| III    | 1979 | 25-26 d'agost   | 9        | 8      | Auvray          | Michel Collot   | Robinson        | Marc Moralès    | Husqvarna       | 1.000 | [ 6 ] |

## I 1.000 km T.T. Isern - 1977

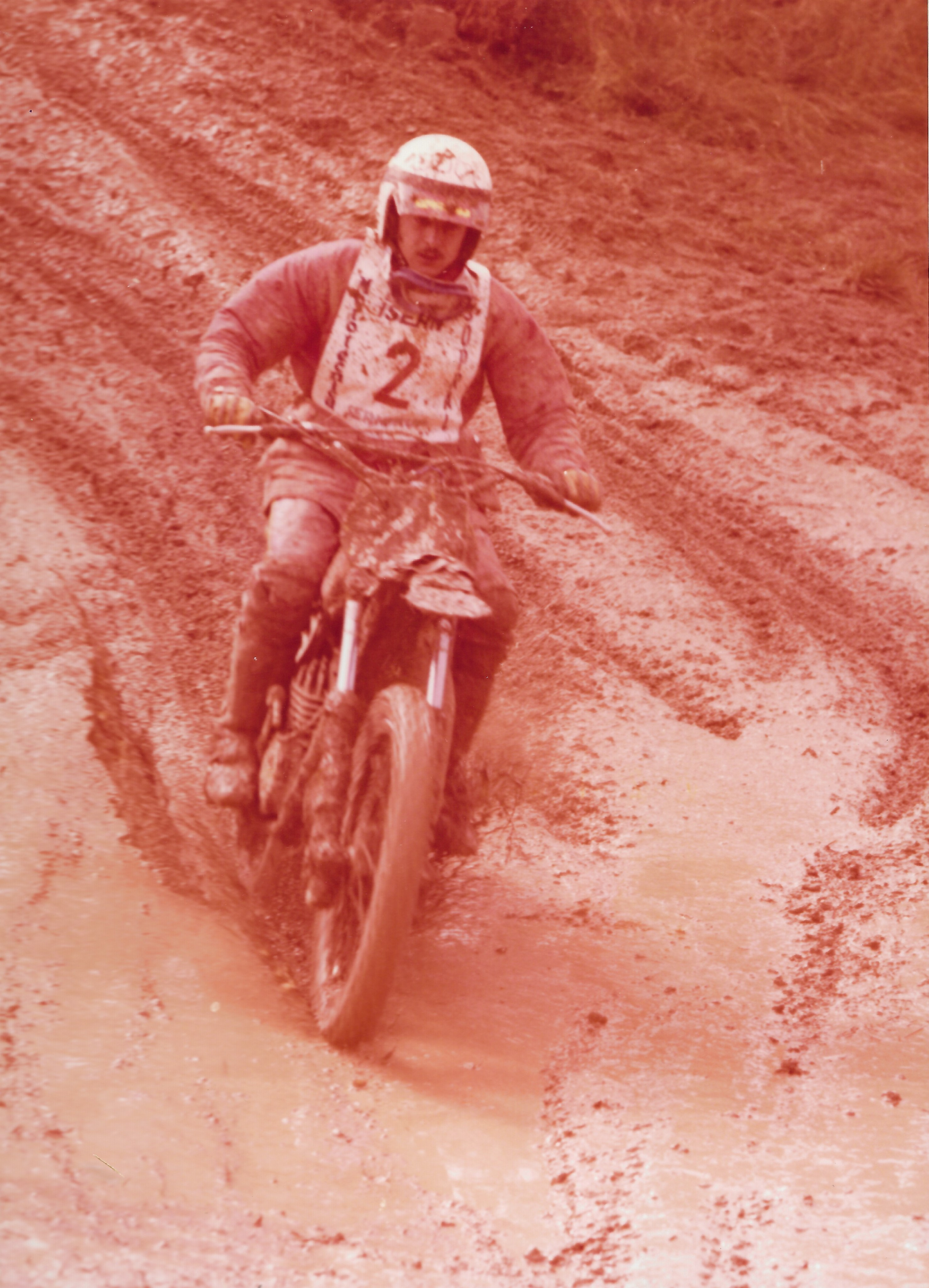
Ramon Burés durant els 1.000 km Isern de 1977

La primera edició dels 1.000 km es disputà el cap de setmana del 30 al 31 de juliol de 1977. Per tal d'amenitzar el llarg cap de setmana, els organitzadors van preveure tota mena d'activitats, entre les quals la celebració del I Sidetrial del Toll. La cursa va començar dissabte a les cinc de la tarda i estava previst que s'acabés diumenge a les dues, però les difícils condicions del circuit, molt enfangat per la pluja persistent, van fer que s'haguessin de córrer les 24 hores màximes previstes pel reglament, ja que els participants no van poder completar els 1.000 quilòmetres anunciats. Només set dels disset equips que començaren la cursa la van poder acabar.
Classificació final
Font:
| Posició | Equip           | Equip        | Equip           | Equip       | Voltes |
| Posició | Pilot 1         | Pilot 2      | Pilot 3         | Motocicleta | Voltes |
| ------- | --------------- | ------------ | --------------- | ----------- | ------ |
| 1       | Ramon Burés     | Joan Mitjans | Carles Mas      | Montesa     | 272    |
| 2       | Vila            | Torrente     | Giraud          | Montesa     | 241    |
| 3       | Bartolo Quesada | Blancafort   | Jordi Monjonell | Montesa     | 236    |
| 4       | Pons            | Julià        | Garcia          | Montesa     | 172    |
| 5       | Busquets        | Pladevall    | González        | Montesa     | 142    |
| 6       | José Luis Cañón | Manuel Aibar | Soler           | Montesa     | 108    |
| 7       | Zanuy           | Muñoz        | Urraca          | Bultaco     | 71     |

## II 1.000 km T.T. Isern - 1978

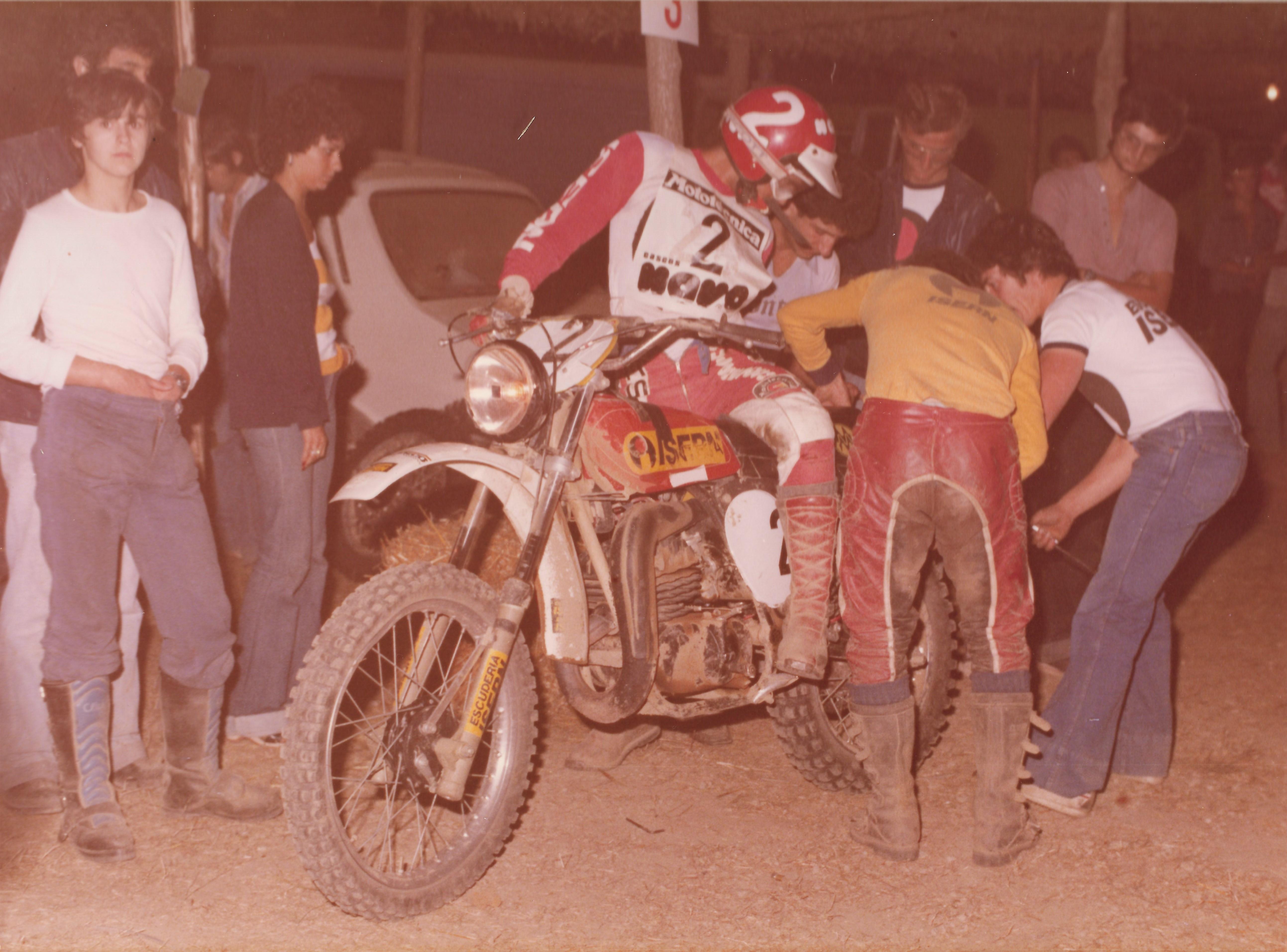
Climent Puigdomènech en una aturada a boxes durant l'edició de 1978

La segona edició dels 1.000 km es disputà el cap de setmana del 29 al 30 de juliol de 1978. Hi participaren quinze equips, dotze dels quals acabaren la prova. L'equip guanyador no arribà als 1.000 km però s'hi acostà força, ja que en 24 hores en va completar un total de 975.
Classificació final
Font:
| Posició | Equip                  | Equip                  | Equip                  | Equip                  | Equip                  | Kms |
| Posició | Pilot 1                | Pilot 2                | Pilot 3                | Pilot 4                | Motocicleta            | Kms |
| ------- | ---------------------- | ---------------------- | ---------------------- | ---------------------- | ---------------------- | --- |
| 1       | Domingo Illa           | Carles Mas             | Ramon Burés            | Ton Marsinyach         | Montesa                | 975 |
| 2       | José Luis Mendoza      | Narcís Roca            | Climent Puigdomènech   | Bartolo Quesada        | Montesa                | 945 |
| 3       | Jordi de Marimon       | Antoni Piqué           | Joan Ciscar            | Pere Vázquez           | Montesa                | 873 |
| 4       | José Luis Cañón        | Manuel Aibar           | Pere Genesca           | -                      | Montesa                | 862 |
| 5       | Buixaderas             | Pujolar                | Hernández              | Cortés                 | Montesa                | 850 |
| 6       | Pascual                | Paricio                | Aparicio               | -                      | Puch                   | 829 |
| etc.    | Fins a 12 classificats | Fins a 12 classificats | Fins a 12 classificats | Fins a 12 classificats | Fins a 12 classificats | -   |

## III 1.000 km T.T. Isern - 1979

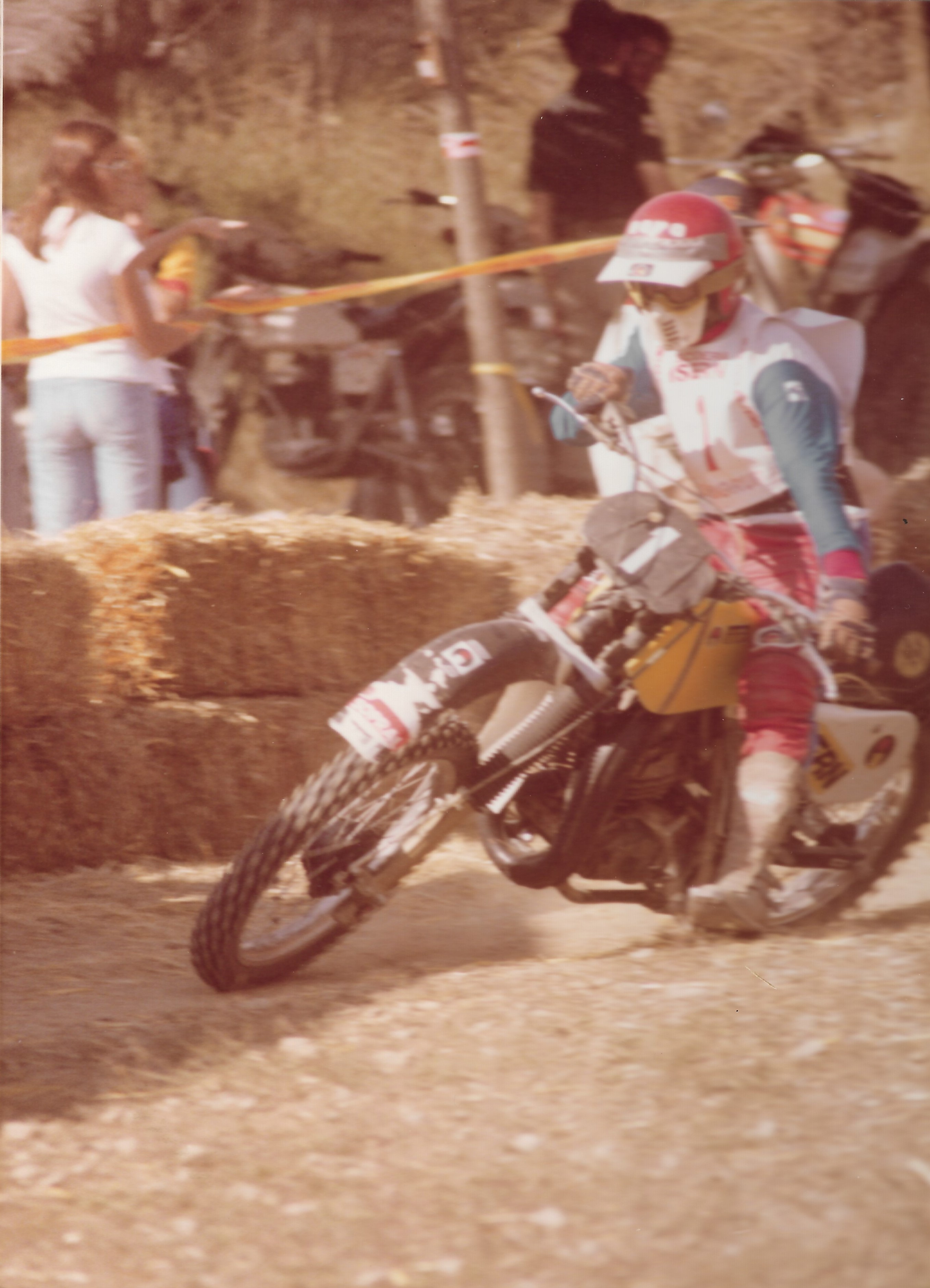
Ton Marsinyach amb la Montesa Enduro durant l'edició de 1979

La tercera edició dels 1.000 km es disputà el cap de setmana del 25 al 26 d'agost de 1979. En aquella ocasió, la prova fou internacional per tal de poder puntuar per a la Challenge europea que havien acabat de crear Marcel Seurat i Josep Isern. Al contrari que a la primera de les dues proves d'aquest campionat, el Bol d'Herbe, on hi participaren vuitanta equips, al Toll només n'hi participaren nou (tres d'ells, francesos). El motiu d'aquest poc èxit fou la manca de publicitat (tant a escala nacional com internacional) que es va fer de l'esdeveniment.
Per tal de completar el cap de setmana, a més dels 1.000 km i de l'habitual Sidetrial del Toll, s'hi celebraren també les I "2 Hores T.T. Júnior", una prova reservada als més novells. Per primer cop en la història de la prova, l'equip guanyador, francès, aconseguí completar els 1.000 quilòmetres previstos (els seus integrants participaven sovint al Bol d'Herbe).
Classificació final
Font:
| Posició | Equip             | Equip          | Equip         | Equip                | Equip       | Voltes | Temps       | Kms   |
| Posició | Pilot 1           | Pilot 2        | Pilot 3       | Pilot 4              | Motocicleta | Voltes | Temps       | Kms   |
| ------- | ----------------- | -------------- | ------------- | -------------------- | ----------- | ------ | ----------- | ----- |
| 1       | Auvray            | Michel Collot  | Robinson      | Marc Moralès         | Husqvarna   | 288    | 22h 20' 46" | 1.000 |
| 2       | Colle             | Colle          | Costa         | Jean Marie Huguet    | Husqvarna   | 275    | ?           | ?     |
| 3       | Bartolo Quesada   | Juan López     | Ferran Gil    | Eduard Pujol         | Montesa     | 269    | ?           | ?     |
| 4       | Ramon Burés       | Ton Marsinyach | Carles Mas    | Climent Puigdomènech | Montesa     | 269    | ?           | ?     |
| 5       | Chomat            | Breton         | Banon         | Heyries              | Honda       | 256    | ?           | ?     |
| 6       | Mario Tello       | Manuel Coronil | Paricio       | Castro               | Puch 75     | 244    | ?           | ?     |
| 7       | Francesc Almirall | Antoni Piqué   | José Márquez  | Joan Garcia          | Montesa     | 237    | ?           | ?     |
| 8       | Joan Ciscar       | Pere Vázquez   | Lluís Ponsico | José María Cuadrado  | Montesa     | 230    | ?           | ?     |
| -       | Redom             | Ramon Escudé   | Serret        | Joan Martí           | Montesa     | 130    | ?           | ?     |

Notes
1. ↑  No classificats en no cobrir el 60% del recorregut.